# Manuel Zeitz
Manuel Zeitz (* 1. August 1990 in Völklingen) ist ein deutscher Fußballspieler. Seine bevorzugte Position ist das zentrale Mittelfeld.

## Karriere

### Im Verein
Zeitz begann mit dem Fußball im Alter von drei Jahren beim SC Großrosseln. Sein Talent wurde früh erkannt und in der C-Jugend wechselte er 2004 zum 1. FC Saarbrücken. Am 5. September 2008 kam er dort zu seinem ersten Pflichtspieleinsatz im Spiel gegen die SG Bad Breisig in der Oberliga Südwest. Am Saisonende stieg Saarbrücken als Oberligameister in die Regionalliga auf, in der Zeitz mit elf Treffern in 32 Einsätzen Anteil an der Meisterschaft der Regionalliga West und dem damit verbundenen Durchmarsch in die 3. Liga hatte. In der dritten Liga absolvierte er 31 Spiele, in denen er sechs Tore erzielte. Der kicker wählte ihn zum besten defensiven Mittelfeldspieler der Hinrunde 2010/11.
Im Sommer 2011 wechselte Zeitz ablösefrei in die Fußball-Bundesliga und schloss sich dem 1. FC Nürnberg an. Hier kam er aber lediglich in der zweiten Mannschaft in der Regionalliga Süd zum Einsatz, für die er am 20. August 2011 im Spiel gegen den SV Waldhof Mannheim in der Startelf debütierte.
Für die Saison 2012/13 wurde Zeitz an den SC Paderborn 07 ausgeliehen. In der Sommerpause 2013 verpflichtete der SC Paderborn Zeitz fest; er unterschrieb einen Zweijahresvertrag. In der Hinrunde 2013/14 kam er beim SCP jedoch nicht mehr über die Rolle des Ergänzungsspielers hinaus, darum wurde er in der Rückrunde an seinen Ex-Verein 1. FC Saarbrücken verliehen.
Im Sommer 2014 wechselte Zeitz in die 3. Liga zu Energie Cottbus und erhielt einen Zweijahresvertrag bis Juni 2016, der schon 2015 vorzeitig bis zum 30. Juni 2018 verlängert wurde. Trotz der Vertragsverlängerung wechselte Zeitz nach dem Drittliga-Abstieg mit Energie Cottbus zur Saison 2016/17 zurück in seine Heimat zum 1. FC Saarbrücken.
Am 14. Juni 2023 verlängerte er dort seinen Vertrag.
Am 31. August 2024 absolvierte Zeitz seinen 400. Pflichtspieleinsatz für Saarbrücken bei einem Spiel gegen den SV Waldhof Mannheim.

### Nationalmannschaft
Am 31. August 2010 wurde er vom damaligen Trainer Frank Wormuth in das Aufgebot der deutschen U20-Nationalmannschaft zum Spiel gegen die Schweizer U20 berufen.